# پشمیسواف کاچینسکی
پشمیسواف کاچینسکی (لهستانی: Przemysław Kaczyński؛ ‏ تلفظ لهستانی: [pʂɛˈmɨswaf]؛ ‏ زادهٔ ۱ آوریل ۱۹۷۲) بازیگر اهل لهستان است. وی دانش‌آموختهٔ آکادمی ملی هنرهای نمایشی الکساندر زلوروویچ در ورشو است.
از فیلم‌ها یا مجموعه‌های تلویزیونی که وی در آن‌ها نقش داشته‌است، می‌توان به شال‌گردن زرد، طایفه، سال‌های شیرین، حوزه استحفاظی ۱۳، قسمت دوم، خودِ زندگی، کارآگاهان جنایی، در خوشی و سختی و صفر اشاره نمود.